# アルファ医療福祉専門学校
アルファ医療福祉専門学校（アルファいりょうふくしせんもんがっこう）は、東京都町田市森野にある私立専修学校。通称は「アルファ」。柔道整復学科（3年制）、鍼灸学科（3年制）、介護福祉学科（2年制）、こども保育学科（2年制）、社会福祉士通信科、精神保健福祉士通信科を設置。2026年4月には美容学科（2年制）の新設を計画中。また2024年4月には新校舎4号館が完成。更に2026年4月には2号館の建て替えが完了予定。現在約2,100名以上の学生が在籍。

## 概観
1999年に介護福祉学科を設けた「アルファ福祉専門学校」として開校。2001年に社会福祉士通信科、精神保健福祉士通信科を開設。2009年に現校名に改称し、柔道整復学科、鍼灸学科の2学科を新設。2014年にこども保育学科を設置。2024年3月には新校舎の4号館が完成した。

## 沿革
- 1979年 - 西田学園の前身トフルアカデミーとして、日本初の海外大学院留学指導コース開設。TOEFL/GMAT/GREの得点力強化講座開講。
- 1980年 - 海外帰国子女のための国内大学進学コース開設。上智大・慶應大・早稲田大等、私立大学進学コース開設。
- 1986年 - 学校法人西田学園設立。東京都町田市にソフィア早慶予備校設置。
- 1992年 - ソフィア早慶予備校町田東校を新設。私立大学進学コースを増設。
- 1999年 - アルファ福祉専門学校設置（東京都認可）。介護福祉学科を開設（厚生労働省指定）。介護福祉士国家資格取得コースを開講。
- 2000年 - ホームヘルパー養成コース開講（東京都知事許可）。
- 2001年 - 社会福祉士通信科、精神保健福祉士通信科開設（厚生労働省指定）。
- 2008年 - アルファ附属治療院開設（はり・きゅう・整骨・接骨）。
- 2009年 - アルファ医療福祉専門学校に改名。柔道整復学科、鍼灸学科開設（厚生労働省指定）。
- 2010年 - アルファ医療福祉専門学校1号館建替え。
- 2013年 - 介護職員初任者研修開講（東京都知事許可）。
- 2014年 - こども保育学科開設（厚生労働省指定）。アルファ医療福祉専門学校3号館新設。アルファ医療福祉専門学校2号館改装。
- 2015年 - 介護福祉士実務者研修開講（東京都知事許可）。
- 2019年 - 介護福祉学科、こども保育学科が職業実践専門課程に認定。
- 2020年 - 柔道整復学科、鍼灸学科が職業実践専門課程に認定。ALPHA LOUNGE1号館新設。
- 2024年 - アルファ医療福祉専門学校4号館新設。

## 学科
通学課程
- 介護福祉学科
  - 昼間（2年制）
    - 介護福祉士国家試験の資格が得られる。
- こども保育学科
  - 昼間（2年制）
    - 保育士、幼稚園教諭二種免許状の資格が得られる。
- 柔道整復学科
  - Aクラス（3年制）
  - Bクラス（3年制）
    - 柔道整復師国家試験の受験資格が得られる。
- 鍼灸学科
  - Aクラス（3年制）
  - Bクラス（3年制）
    - はり師国家試験およびきゅう師国家試験の受験資格が得られる。

- 美容学科（2026年4月新設計画中）　
  - 昼間（2年制）
    - 美容師国家試験の資格が得られる。

通信課程
- 社会福祉士通信科
  - 一般養成コース
  - 短期養成コース
    - 社会福祉士国家試験の受験資格が得られる。
- 精神保健福祉士通信科
  - 一般養成コース
  - 短期養成コース
    - 精神保健福祉士国家試験の受験資格が得られる。

## 施設

### キャンパス
- 1号館・総合受付
  - 住所：東京都町田市森野一丁目7-8
  - アクセス：小田急電鉄 小田原線 町田駅より徒歩5分、JR横浜線 町田駅より徒歩7分
- 2号館
  - 住所：東京都町田市森野二丁目15-13
  - アクセス：小田急電鉄 小田原線 町田駅より徒歩5分、JR横浜線 町田駅より徒歩7分
- 3号館
  - 住所：東京都町田市森野一丁目10-18
  - アクセス：小田急電鉄 小田原線 町田駅より徒歩5分、JR横浜線 町田駅より徒歩7分
- 4号館
  - 住所：東京都町田市森野二丁目31-2
  - アクセス：小田急電鉄 小田原線 町田駅より徒歩5分、JR横浜線 町田駅より徒歩7分